# Der Killer von Alabama
Der Killer von Alabama ist eine Stummfilmkomödie von und mit Buster Keaton aus dem Jahr 1926. Er entstand nach dem gleichnamigen Bühnenerfolg nach dem Roman von Stanley Brightman und Austin Melford.

## Handlung
Der verwöhnte Millionärssohn Alfred Butler wird von seinem Vater zum Camping geschickt, damit er endlich ein richtiger Mann wird. Doch Alfred hat alles dabei, um sich auch in freier Natur das Leben so angenehm wie möglich zu machen, und sein Butler umsorgt ihn äußerst fürsorglich.
Auf einem missglückten Jagdausflug begegnet der tollpatschige Alfred einem hübschen Mädchen, das ihn kurz darauf bei einem Angelunfall aus dem Wasser rettet. Er verliebt sich Hals über Kopf und lässt schon am nächsten Tag der Familie des Mädchens einen Heiratsantrag überbringen. Doch der Vater weigert sich, seine Tochter einem verweichlichten Mann zur Frau zu geben. Ein Zeitungsartikel, der über einen Boxer namens „Battling Butler“ berichtet, rettet Alfreds Pläne: Er behauptet, dieser Boxer zu sein. Schon am nächsten Tag wird geheiratet. Doch nun beginnen für Alfred die Probleme erst so richtig, denn er muss schnellstmöglich abreisen, da der Kampf zwischen „Battling Butler“ und dem „Alabama Murderer“ bevorsteht.
Alfred und sein Butler verfolgen den Boxkampf vor Ort. Sie hoffen, dass „Battling Butler“ den Kampf verliert und damit dessen Karriere beendet ist, doch am Ende siegt er durch k.o. Kurz darauf kommt es zu einer Begegnung zwischen Alfred und dem Boxer. Als dieser von Alfreds Schwindel erfährt, fordert er ihn auf, den Rückkampf gegen den „Alabama Murderer“ zu bestreiten. So wird der schwächliche Alfred tatsächlich zum Boxer wider Willen und wird für den Kampf trainiert.
Am Ende stellt sich heraus, dass er hereingelegt wurde. „Battling Butler“ hatte gar nicht vor, ihn gegen den „Alabama Murderer“ antreten zu lassen. Es kommt stattdessen zum Duell in der Umkleidekabine. Alfred erweist sich schließlich durch seine Fähigkeit zur Selbstüberwindung als Sieger.

## Kritik
Der Filmdienst schreibt: „Trotz etlicher Mängel in der Dramaturgie dieser Theateradaption wurde der Film zu Keatons erfolgreichstem Stummfilm und wird dank seiner vielschichtigen Aussage und herrlicher Gagsequenzen zu Recht zu Keatons Meisterwerken gerechnet.“